# Aspitates assiniboiarius
Aspitates assiniboiarius là một loài bướm đêm trong họ Geometridae.